# Bad Saarow
Bad Saarow (lågsorbiska: Zarow), före 2003 Bad Saarow-Pieskow,  är en kommun och kurort i Tyskland, belägen i Landkreis Oder-Spree i förbundslandet Brandenburg.  Orten ligger 70 km sydost om Berlin, vid sjön Scharmützelsee.  Kommunen är centralort för det administrativa kommunalförbundet Amt Scharmützelsee, där även kommunerna Diensdorf-Radlow, Langewahl, Reichenwalde och Wendisch Rietz ingår.
Orten uppstod som kurort omkring byn Pieskow omkring sekelskiftet 1900 och byarna Saarow och Pieskow slogs samman till orten Saarow-Pieskow 1907.  Orten bytte officiellt namn till  Bad Saarow 1923. Sedan 2012 kallar sig kommunen officiellt Qualitätsstadt Bad Saarow, även om den formellt inte har stadsrättigheter.
En lokaljärnväg sammanbinder Bad Saarow med Fürstenwalde, 10 km norrut, med vidare anslutning där mot Berlin och Frankfurt an der Oder.

## Befolkning
| År   | Invånare |
| ---- | -------- |
| 1875 | 1 253    |
| 1890 | 1 251    |
| 1910 | 1 426    |
| 1925 | 2 146    |
| 1933 | 2 335    |
| 1939 | 3 537    |
| 1946 | 3 577    |
| 1950 | 3 936    |
| 1964 | 4 125    |
| 1971 | 4 370    |

| År   | Invånare |
| ---- | -------- |
| 1981 | 4 465    |
| 1985 | 4 552    |
| 1989 | 4 633    |
| 1990 | 4 657    |
| 1991 | 4 613    |
| 1992 | 4 597    |
| 1993 | 4 650    |
| 1994 | 4 663    |
| 1995 | 4 622    |
| 1996 | 4 645    |

| År   | Invånare |
| ---- | -------- |
| 1997 | 4 654    |
| 1998 | 4 653    |
| 1999 | 4 693    |
| 2000 | 4 672    |
| 2001 | 4 660    |
| 2002 | 4 594    |
| 2003 | 4 595    |
| 2004 | 4 730    |
| 2005 | 4 793    |
| 2006 | 4 758    |

| År   | Invånare |
| ---- | -------- |
| 2007 | 4 842    |
| 2008 | 4 828    |
| 2009 | 4 791    |
| 2010 | 4 867    |
| 2011 | 4 929    |
| 2012 | 5 001    |
| 2013 | 5 006    |